# Eleonora Goldoni
Eleonora Goldoni (Finale Emilia, 16 februari 1996) is een Italiaans voetbalspeelster. Ze speelt als aanvaller voor SS Lazio in de Serie A.

## Clubcarrière
Goldoni speelde eerst bij de jongens alvorens ze zich in 2009 aansloot bij New Team Ferrara, het eerste volledige vrouwenelftal waar ze deel van uitmaakte. Met deze club wist ze te promoveren naar de Serie B. Met 25 doelpunten was ze topscoorster in haar debuutseizoen op het tweede niveau van Italië. Daarna besloot ze om naar de Verenigde Staten te vertrekken, waar ze ging voetballen en studeren aan de East Tennessee State University. Met 36 doelpunten vestigde ze een nieuw record.
Na vier jaar keerde ze bij FC Inter Milaan terug naar Italië. Ze kwam tot zeven optredens in de hoofdmacht van de Noord-Italiaanse club. Op 11 juli 2020 werd Goldoni door SSD Napoli gecontracteerd. Voor deze club maakte ze op 11 november van hetzelfde jaar haar eerste doelpunt in de Serie A in een wedstrijd tegen AC Milan. In haar debuutseizoen wist ze zich te handhaven mede door zeven keer tot scoren te komen voor de Napolitanen.
Op 5 juli 2022 maakte Goldoni de overstap naar competitiegenoot US Sassuolo. Na een seizoen vertrok ze naar SS Lazio, waarmee ze in haar debuutseizoen promoveerde naar de Serie A.

## Statistieken
| Seizoen | Club        | Land   | Competitie | Wedstrijden | Doelpunten |
| ------- | ----------- | ------ | ---------- | ----------- | ---------- |
| 2020/21 | SSD Napoli  | Italië | Serie A    | 15          | 2          |
| 2021/22 | SSD Napoli  | Italië | Serie A    | 19          | 5          |
| 2022/23 | US Sassuolo | Italië | Serie A    | 15          | 2          |
| 2024/25 | AC Milan    | Italië | Serie A    | 24          | 6          |
| Totaal  | Totaal      | Totaal | Totaal     | '73         | 15         |

Laatste update: 6 juli 2025

## Interlandcarrière
Goldoni maakte op 6 april 2018 haar debuut voor het Italiaanse nationale team in een wedstrijd tegen Moldavië tijdens de kwalificatiereeks voor het WK 2019. In een wedstrijd tegen België maakte Goldoni opnieuw haar opwachting.
Op 25 oktober 2024 keerde Goldoni in een wedstrijd tegen Malta na zes jaar weer terug als international door als invalster haar opwachting te maken.
Op 24 juni 2025 werd Goldoni opgenomen in de Italiaanse selectie voor op het EK 2025 in Zwitserland.